# Військове прізвисько

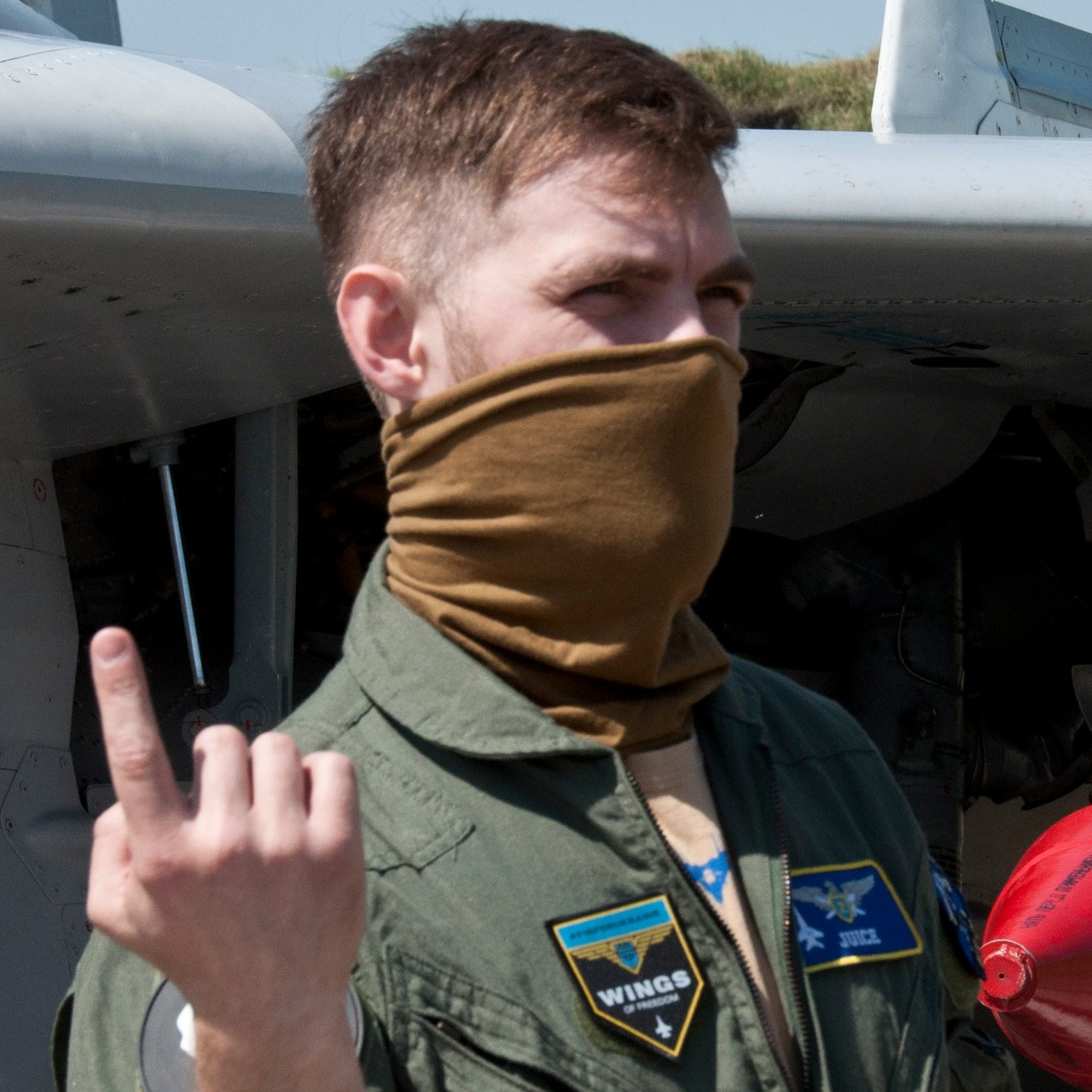
Пілот Повітряних сил ЗСУ Андрій Juice Пільщиков з нагрудним патчем зі своїм позивним

Військове прізвисько (або військовий позивний, або псевдо; ориг. фр. nom de guerre фр. вимова: [nɔ̃ də ɡɛʁ] ( прослухати), досл. «ім'я війни») — антропонімічний псевдонім, що використовується військовослужбовцями під час бойових дій. Служить кращій прихованій ідентифікації «свій-чужий» та запобіганню розпізнаванню реальних особистих даних вояків у випадку радіоперехоплення супротивником. Іноді також використовується у парамілітарних та недержавних збройних формуваннях.
Номінально вважається, що традиція заснована у XVII столітті у Сухопутних військах Франції. На території сучасної України військові прізвиська з'явилися та набули поширення за часів Січі у Війську Запорозькому, де новоприбулі, значною мірою шукачі ліпшого життя, втікачі від панщини та ті, що мали проблеми з законодавством сусідніх країн, отримували псевдоніми заради унеможливлення їх пошуку згідно з реальними даними.